# 28439 Miguelreyes
28439 Miguelreyes è un asteroide della fascia principale. Scoperto nel 2000, presenta un'orbita caratterizzata da un semiasse maggiore pari a 2,7616028 UA e da un'eccentricità di 0,0970638, inclinata di 4,33600° rispetto all'eclittica.